# Zeta Tucanae
Désignations
Zeta Tucanae (ζ Tucanae / ζ Tuc ; ζ du Toucan) est une étoile située à 28 années-lumière de la Terre dans la constellation du Toucan. Il s'agit d'une des étoiles les plus proches du système solaire.
Zeta Tucanae une étoile jaune-blanc de la séquence principale de type spectral F9,5 V. Sa taille est d'environ 90 % de celle du Soleil et sa luminosité de 130 %.
L'étoile présente un excès d'émission dans l'infrarouge par rapport à ce qui est attendu à une longueur d'onde de 70 μm, ce qui indique la présence d'un disque de débris. Il orbite autour de l'étoile à une distance minimale de 2,3 ua et sa température maximale est de 218 K.